# Buk (powiat miechowski)
Buk – wieś w Polsce położona w województwie małopolskim, w powiecie miechowskim, w gminie Gołcza.
W latach 1975–1998 miejscowość administracyjnie należała do województwa krakowskiego. Integralne części miejscowości: Prusy, Zabiedrze.
Wierni kościoła rzymskokatolickiego należą do parafii w Mostku.